# 位置原光Z
位置原光Z（いちはらひかりゼット）は、日本の漫画家。同人サークル「大作戦」の主宰。

## 来歴
コミティアなどで活動。2010年11月、『週刊ヤングジャンプ増刊アオハル』（集英社）0号にて掲載された『アナーキー・イン・ザ・JK』でデビューを果たす。同作は『アオハル』やWEBサイト「アオブロ！」「アオハルオンライン」（いずれも同社）にて連載された後、WEBマンガサイト『となりのヤングジャンプ』（同）に移籍。2014年5月には同作の書籍を発売し、初の商業での単行本の刊行となる。『楽園 Le Paradis』（白泉社）でも執筆している。

## 作品リスト

### 連載
- アナーキー・イン・ザ・JK（『週刊ヤングジャンプ増刊アオハル』0号[3] - 2013年8月8日発売号[4]、『アオブロ！』[5]、『アオハルオンライン』[6]→『となりのヤングジャンプ』[7]） - デビュー作[1]。
- デカパイ騎士まかり通る！（『カドコミ』・『ニコニコ静画』2025年8月7日[8] - ）

### 読み切り
- 尺八の上手い先輩（『楽園 Le Paradis』WEB増刊、2011年4月[9]）
- ギリギリサマー（『楽園 Le Paradis』第6号WEB増刊[10]、2011年7月[9]）
- シゴきは下手な先輩（『楽園 Le Paradis』WEB増刊、2011年8月[9]）
- とっても大好き（『COMICリュウ アンソロジー2011◆SUMMERけもも』収録[11]）
- 先輩ヒュプノ（『楽園 Le Paradis』WEB増刊、2011年12月[9]）
- 先輩の幸（『楽園 Le Paradis』WEB増刊、2012年4月[9]）
- 今日のオカズ（『楽園 Le Paradis』WEB増刊、2012年7月[9]）
- いけないくち（『楽園 Le Paradis』WEB増刊、2012年8月[9]）
- 恋話（『楽園 Le Paradis』WEB増刊、2012年11月[9]）
- 人はその好意を示すべく贈り物を渡す（『楽園 Le Paradis』WEB増刊、2012年12月[9]）
- 孕欲（『楽園 Le Paradis』第11号WEB増刊[12]、2013年3月[9]）
- 彼氏（『楽園 Le Paradis』WEB増刊、2013年4月[9]）
- 処（『楽園 Le Paradis』WEB増刊、2013年7月[9][13]）
- もみかた（『楽園 Le Paradis』WEB増刊、2013年8月[9]）
- お尻触りたがる人なんなの（『楽園 Le Paradis』WEB増刊、2013年11月[9]）
- 赤ちゃんはどこからくるの（『楽園 Le Paradis』WEB増刊、2014年4月[9][14]）
- お嬢様とオレ（『楽園 Le Paradis』WEB増刊、2014年4月[9]）
- 博士と助手（『コミティア30thクロニクル』第1集収録[15]、2014年5月） - コミティアで発表した作品を収録した作品集[15]。
- 私の場所（『楽園 Le Paradis』WEB増刊、2014年7月[9][16]）
- 先生もムラムラする（『楽園 Le Paradis』WEB増刊、2014年8月[9]）
- 見たいのかキミ!?（『楽園 Le Paradis』第16号[17]、『楽園 Le Paradis』WEB増刊、2014年10月[9]）
- カラオケ行きたい（『楽園 Le Paradis』WEB増刊、2014年12月[9]）
- ラブラブエンゲルハンス島（『まんがライフSTORIA』2015年1月号[9]）
- いい先輩（『楽園 Le Paradis』第17号、2015年2月[9]）
- 先輩のお兄ちゃん（『楽園 Le Paradis』第17号、2015年2月[9]）
- ゴーヤ（『楽園 Le Paradis』WEB増刊、2015年4月[9]）
- マッチポンプ（『楽園 Le Paradis』WEB増刊、2023年11月[18]）

### 書籍
- 『アナーキー・イン・ザ・JK』集英社〈アオハルコミックス[19]〉、2014年5月[2]、ISBN 978-4-08-879834-9
- 『お尻触りたがる人なんなの』白泉社〈楽園コミックス〉、2015年5月[20]、 ISBN 978-4-592-71085-1
- 『正しいスカートの使い方』白泉社〈楽園コミックス〉、2017年5月[21]、ISBN 978-4-592-71119-3
- 『先輩の顔も三度まで』白泉社〈楽園コミックス〉、2019年3月[22]、ISBN 978-4-592-71147-6
- 『性懲りショートステイ』白泉社〈楽園コミックス〉、2021年11月[23][24]、ISBN 978-4-592-71195-7
- 『青春リビドー山』 KADOKAWA〈電撃コミックスEX〉、2023年9月26日発売[25]、ISBN 978-4-04-915262-3
- 『いっていっぱいいって』白泉社〈楽園コミックス〉、2024年1月31日発売[26]、ISBN 978-4-592-71234-3

### その他
- でんぱ組.incコラボ4コマ（『週刊ヤングジャンプ』2014年35号[27]）